# Clădirea fostului conac (Basarabeasca)
Clădirea fostului conac este o clădire amplasată în Basarabeasca, Republica Moldova. Este un monument arhitectural de importanță națională inclus în Registrul monumentelor Republicii Moldova ocrotite de stat cu nr. 3 (raionul Basarabeasca). Datează din jum. II a sec. XIX.